# Golosalvo
Golosalvo – gmina w Hiszpanii, w prowincji Albacete, w Kastylii-La Mancha, o powierzchni 28,18 km². W 2011 roku gmina liczyła 118 mieszkańców.